# Ludwig Brix (Schauspieler)
Ludwig Brix (* 1995 in Düsseldorf) ist ein deutscher Schauspieler. 

## Leben
Ludwig Brix wuchs in Kaldenkirchen, einem Dorf an der niederländischen Grenze, auf. Er war während seiner Schulzeit unter der Leitung von Magdalena Bartkowiak Mitglied des Jugendtheaters Grefrath, wo er von 2012 bis 2014 in verschiedenen Musicalproduktionen zu sehen war. Auch während seines schulischen Auslandsjahrs in Nebraska wirkte er in Theaterproduktionen mit. Nach dem Abitur ging er zum Arbeiten und Reisen für neun Monate nach Australien.
Von 2015 bis 2019 absolvierte er sein Schauspielstudium an der Anton Bruckner Privatuniversität des Landes Oberösterreich in Linz, das er mit dem Bachelor of Arts beendete. Ab September 2017 war er Mitglied des Schauspielstudios am Landestheater Linz. Dort übernahm er u. a. die Titelrolle in Peter Pan (Regie: Martin Philipp) und den Höppner in der Österreich-Premiere des Theaterstücks Auerhaus von Bov Bjerg (Regie: Charlotte Sprenger). Beim Schäxpirfestival war er in Aufzeichnungen eines Querulanten von Sandra Gugić als Josef S. (Regie: Julia Burger) zu sehen.
Seit April 2019 ist Brix festes Ensemblemitglied am GRIPS Theater in Berlin.
Brix wirkte auch in einigen Film- und Fernsehrollen mit. In der 2. Staffel der queeren TV-Serie All You Need, die im April 2022 erstausgestrahlt wurde, übernahm Brix eine der Hauptrollen. Er verkörperte Simon, den neuen WG-Mitbewohner der Hauptfigur Vince (Benito Bause). In der ZDFneo-Serie Crystal Wall (2025) spielte er Liam, einen Jugendfreund der MMA-Kämpferin und Personenschützerin Louna Loris (Anna Bardavelidze).
Ludwig Brix lebt in Berlin.

## Theater (Auswahl)
- 2017: Peter Pan von/nach J. M. Barrie, Rolle: Peter Pan, Landestheater Linz
- 2017: Aufzeichnungen eines Querulanten von Sandra Gugić, Rolle: Josef S., Schäxpirfestival in Linz (Uraufführung)
- 2018: Auerhaus von Bov Bjerg, Rolle: Höppner, Landestheater Linz (Österreichische Erstaufführung)
- 2019: Die Lücke im Bauzaun von Mehdi Moradpour nach Volker Ludwig, Rolle: Korna, Grips Theater Berlin
- 2019: Nasser #7Leben von Susanne Lipp nach Interviews mit Nasser El-Ahmad, Rolle: Nasser, Grips Theater Berlin
- 2020: Bella, Boss und Bulli von Volker Ludwig, Rolle: Bulli, Grips Theater Berlin
- 2020: #Die Welle 2020 von Todd Strasser, Rolle: David Kater, Grips Theater Berlin
- 2021: Himmel, Erde, Luft und Meer von Christian Giese nach Volker Ludwig, Rolle: Aldo, Grips Theater Berlin

## Filmografie (Auswahl)
- 2020: No hablo espagnol (Kurzfilm)
- 2021: Kaffee im Herbst (Kurzfilm)
- 2022: Wir könnten genauso gut tot sein (Kinofilm)
- 2022: All You Need (Fernsehserie)
- 2022: Kolleginnen: Für immer (Fernsehreihe)
- 2024: Alles was zählt (Fernsehserie)
- 2025: Crystal Wall (Fernsehserie)